# Freyella indica
Freyella indica är en sjöstjärneart som beskrevs av Jean Baptiste François René Koehler 1909. Freyella indica ingår i släktet Freyella och familjen Freyellidae. Inga underarter finns listade i Catalogue of Life.